# Пономар Андрій В'ячеславович
Андрій В’ячеславович Пономар (нар. 5 вересня 2002, Чернігів, Україна) — український професійний шосейний велогонщик, який виступає за французьку команду світового туру Arkéa–Samsic, яка виступає у вищому світовому дивізіоні. 
У травні 2021 року його включили до стартового списку Джиро д'Італія 2021 . Андрій став наймолодшим учасником легендарних перегонів з 1929 року . Пономар виграв свою першу професійну гонку у 2021 році — чемпіонат України з шосейних перегонів. 
На початку 2023 року підписав контракт з французькою командою Arkéa–Samsic, перейшовши до неї з італійської Androni Giocattoli–Sidermec.

## Результати генеральних класифікацій гранд-турів
| Гранд-тур       | 2021 | 2022 |
| --------------- | ---- | ---- |
| Giro d'Italia   | 67   | 117  |
| Tour de France  | —    | —    |
| Vuelta a España | —    | —    |